# Derek Porter
Derek Porter, född den 2 november 1967 i Belfast i Storbritannien, är en kanadensisk roddare.
Han tog OS-silver i singelsculler i samband med de olympiska roddtävlingarna 1996 i Atlanta.